# Карагашка 2-я
Карагашка 2-я (устар. Карагачка 2-я) — река в Казахстане, протекает по Мартукскому району Актюбинской области. Длина реки составляет 17 км.
Начинается из родника к юго-западу от села Миялыколь. Течёт по открытой местности в общем западном направлении через бывшее село Карачаевский. Устье реки находится в 85 км от устья Урта-Бурти по правому берегу, на высоте 202,4 метра над уровнем моря к юго-востоку от Дмитриевки. В верховьях на реке находится пруд; также есть пруды на её правых притоках. На всё протяжении река пересыхает, крупных притоков не имеет.